# Voivodato de Brześć Kujawski
El voivodato de Brześć Kujawski (en latín: Palatinatus Brestensis, en polaco: Województwo brzesko-kujawskie) fue una división administrativa y gobierno local en el Reino de Polonia (más tarde Mancomunidad de Polonia-Lituania), desde el siglo XIV hasta la segunda partición de Polonia en 1793. Era parte de la región histórica de Cuyavia y de la provincia de la Gran Polonia. Originalmente, su nombre era voivodato de Brzesc (Wojewodztwo brzeskie), pero después de la Unión de Lublin de 1569, pasó a llamarse voivodato de Brzesc Kujawski, para distinguirlo del Voivodato lituano de Brest-Litovsk (en polaco: Wojewodztwo brzesko-litewskie).

## Geografía
Su área era de 3276 kilómetros cuadrados, dividida en cinco condados. La sede del vaivoda estaba en Brześć Kujawski, mientras que los sejmiks locales para los voivodatos de Brześć Kujawski e Inowrocław tenían lugar en Radziejow. Era uno de los voivodatos más pequeños y densamente poblados de la Mancomunidad.
Zygmunt Gloger en su libro monumental "Geografía histórica de las tierras de la Antigua Polonia" ofrece esta descripción del voivodato de Brześć Kujawski:

Al este de la tierra de los polacos se encuentra la región de Cuyavia, la mayor parte de la cual se extiende a lo largo de la orilla izquierda del Vístula. La región se dividió en dos voivodatos: los de Brześć Kujawski e Inowrocław. La tercera parte de la histórica Cuyavia, la Tierra de Dobrzyń, se encuentra en la margen derecha del Vístula. El duque Boleslao Krzywousty, mientras redactaba su testamento en 1138, unió Cuyavia y Mazovia, dándosela a su hijo Boleslao IV el Rizado (...) La dinastía mazovia de los Piastas duró hasta el siglo XVI, mientras que los Piastas cuyavios se extinguió en el siglo XIV. Como resultado, Cuyavia volvió a la Corona del Reino de Polonia en 1434, doscientos años antes que Mazovia. No se sabe cuándo se dividió la provincia en dos voivodatos, pero en Horodlo en 1413 (ver Unión de Horodło), ya estaban presentes dos vaivodas de Cuyavia: Maciej de Labiszyn era el voivoda de Brześć, y Janusz de Koscieliska era el voivoda de Gniewkowo, más tarde Inowrocław (...)

El área del voivodato de Brześć Kujawski era de casi 60 millas cuadradas, con 67 parroquias católicas romanas, 13 pueblos y 567 aldeas. Se dividió en cinco condados: Brześć Kujawski, Radziejow, Przedecz, Kowal y Kruszwica. Todos los condados se encontraban entre los más pequeños de la provincia de la Gran Polonia, ya que el condado de Przedecz tenía un área de 9 millas cuadradas, mientras que el condado de Kruszwica era aún más pequeño, con 6 millas cuadradas. Sin embargo, al mismo tiempo, el voivodato de Brześć Kujawski (junto con el voivodato de Łęczyca) era el más densamente poblado de todos los voivodatos de la Mancomunidad de Polonia-Lituania. Su densidad de población en el siglo XVI llegó a 1.200, incluso 1.300 personas por milla cuadrada (...)

El voivodato de Brześć Kujawski tenía seis senadores. Estos fueron: el obispo de Cuyavia , el voivoda y el castellano de Brześć Kujawski, así como los castellanos de Kruszwica, Kowal y Konary. Los starostas residían en las capitales de los cinco condados, además de Nieszawa y Dunikow. Dado que los voivodados de Brześć Kujawski e Inowrocław eran parte de Cuyavia , los sejmiks locales para ellos tenían lugar en Radziejow. Aquí, se eligieron cuatro diputados al Sejm y dos diputados al Tribunal de la Gran Polonia. Ambos voivodatos compartían un mismo escudo de armas”.

## Administración
Asiento del gobernador:
- Brześć Kujawski

Asiento del consejo regional (sejmik):
- Radziejow

Condados:
- Condado de Brzesc Kujawski,
- Condado de Kowal,
- Condado de Kruszwica,
- Condado de Przedecz,
- Condado de Radziejow.

Voivodatos vecinos:
- Voivodato de Inowrocław
- Voivodato de Rawa
- Voivodato de Łęczyca
- Voivodato de Kalisz
- Voivodato de Gniezno (desde 1768)

## Voivodas
- Arnoldo (1228)
- Krzesław (1231-1233)
- Bronisz ze Służewa (1294-1305)
- Stanisław z Kruszyna (fallecido en 1308/13)
- Mikuł (fallecido en 1317/19)
- Jan z Plonkowa (1328-1343)
- Wojciech z Pakości (1325 - c. 1345)
- Wojciech z Kościelca (1358–1386)
- Krzesław z Kościoła (1391-1412)
- Maciej z Łabiszyna (1412-1430)
- Jan z Lichenia (1430-1448)
- Jan Kretkowski (1449-1452)
- Mikołaj Szarlejski ze Ściborza (1453-1457)
- Mikołaj Kościelecki (1457-1479)
- Andrzej Kretkowski (1480)
- Piotr Donin (1480-1484)
- Ene z Oporowa (1484-1494)
- Maciej ze Służewa (1494-1496)
- Andrzej z Pierowej Woli i Lubienia (1496-1498)
- Mikołaj Kościelecki (1500–1510)[1]
- Stanisław Kościelecki (1520-1522)[1]
- Mikołaj Kościelecki (1523-1525)
- Jan Janusz Kościelecki (1540-1542)[1]
- Rafał Leszczyński (1545-1550)
- Jan Janusz II Kościelecki (1550-1552)[1]
- Łukasz III Gorka (1554-1563)
- Jan Służewski (1563-1580)
- Piotr Potulicki (1580-1582)
- Grzegorz Kretkowski (1582-1590)
- Andrzej Leszczynski (1591-1606)
- Michał Działyński (1609-1617)
- Jan Gostomsky (1620)
- Jakub Szczawiński (1620-1637)
- Andrzej Kretkowski (1637-1643)
- Jan Szymon Szczawiński (1643-1655)
- Władysław Wierzbowski (1656-1657)
- Jerónimo Wierzbowski (1657-1661)
- Zygmunt Działyński (1661-1678)
- Jan Opaliński (1678-1684)
- Zygmunt Dąmbski (1684-1704)
- Maciej Pstrokoński (1706-1707)
- Jan Jakub Potulicki (1707-1726)
- Andrzej Dąmbski (1726-1734)
- Antoni Dąmbski (1734-1771)
- Ludwik Karol Dąmbski (1771-1783)
- Stanisław Dąmbski (1783-1795)